# Michail Petrowitsch Russakow
Michail Petrowitsch Russakow (russisch Михаил Петрович Русаков; * 8. Novemberjul. / 20. November 1892greg. in Juchnow; † 24. Oktober 1963 in Moskau) war ein russisch-sowjetischer Geologe.

## Leben
Den Besuch des Gymnasiums in Tscherkassy von 1906 bis 1911 schloss Russakow mit einer Goldmedaille ab. Darauf studierte er am St. Petersburger Bergbau-Institut in der Geologie-Fakultät. Sein erstes Praktikum absolvierte er in einem der Wasserbau-Trupps der Umsiedlungsverwaltung Semipalatinsk. Im September 1917 wurde er in das Tomsker Technologie-Institut versetzt, da sein Studium im vorrevolutionären Petrograd nicht mehr möglich war. 1921 schloss er sein Studium im Petrograder Bergbau-Institut ab.
Ab 1921 arbeitete Russakow in der Ural-Sibirischen Abteilung des Staatlichen Geologischen Komitees in Petrograd. Entsprechend einem neuen Arbeitsprogramm der Sibirischen Abteilung untersuchte er 1922 den wegen Erzvorkommen wichtigen Teil der Balchasch-Steppe. Nachdem 1930 das Geologische Komitee aufgelöst worden war, arbeitete er in dem 1931 gegründeten Zentralen Forschungsinstitut für Geologische Prospektion (ZNIGRI), das 1939 das Allrussische Geologische Forschungsinstitut wurde.
1928 entdeckte Russakow in der Balchasch-Steppe die Qonyrat-Kupfer-Lagerstätte, die dann durch das Balchaschzwetmet-Kombinat ausgebeutet wurde. Während einer Studienreise von 1930 bis 1931 in die USA studierte Russakow die dortigen Erzlagerstätten und Prospektionsverfahren. 1934 veröffentlichte er darüber einen ausführlichen Bericht. 1936 wurde er ohne Verteidigung einer Dissertation zum Doktor der geologisch-mineralogischen Wissenschaften promoviert und zum Professor ernannt.
Nach Beginn des Deutsch-Sowjetischen Krieges arbeitete Russakow in der Kasachischen Filiale der Akademie der Wissenschaften der UdSSR (AN-SSSR). Daneben arbeitete er ab 1942 in Alma-Ata als Experte und Berater. Als 1946 die Akademie der Wissenschaften der Kasachischen SSR (AN-KasSSR) gegründet wurde, gehörte Russakow zu den 14 Vollmitgliedern. In dem Institut für Geologische Wissenschaften der AN-KasSSR wurde er Abteilungsleiter und dann Sektorleiter.
Am 30. Mai 1949 wurde Russakow aufgrund einer Denunziation der Prawda-Korrespondentin A. F. Schestakowa verhaftet im Zusammenhang mit dem Krasnojarsker Geologen-Prozess wie auch Alexei Alexandrowitsch Balandin, Jakow Samoilowitsch Edelstein, Iossif Fjodorowitsch Grigorjew, Alexander Grigorjewitsch Wologdin, Michail Michailowitsch Tetjajew, Wladimir Klimentjewitsch Kotulski, Wladimir Michailowitsch Kreiter, Lew Iossifowitsch Schamanski, Wjatscheslaw Wjatscheslawowitsch Bogazki, Alexander Jakowlewitsch Bulynnikow, Igor Wladimirowitsch Lutschizki, Jewgeni Ossipowitsch Pogrebizki, Boris Fjodorowitsch Speranski, Wenedikt Andrejewitsch Chachlow, Felix Nikolajewitsch Schachow und weitere Geologen. Am 28. Oktober 1950 wurde Russakow von der Sonderkonferenz des NKWD nach Artikel 58 des Strafgesetzbuches der RSFSR wegen Sabotage bei der Suche nach Uranvorkommen in Sibirien zu 25 Jahren Lagerhaft verurteilt. Darauf arbeitete er in dem gefängnisartigen Technischen Sonderbüro OTB-1 in Krasnojarsk. Nach Stalins Tod wurde das Verfahren gegen Russakow am 20. März 1954 wegen fehlender Beweise eingestellt, und Russakow wurde freigelassen. Am 5. März 1958 wurde er auf Beschluss des Obersten Gerichts der UdSSR vollständig rehabilitiert.
Russakow nahm seine unterbrochene Arbeit wieder auf und war beteiligt an den Entdeckungen der Qaraghaily-Blei- und Baryt-Lagerstätte, der Semisbuga-Korund-Andalusit-Lagerstätte und der Kairaktinskoje-Asbest-Baryt-Metallerz-Lagerstätte im Gebiet Qaraghandy. Auch identifizierte er Olmaliq als vielversprechenden Ort für die Kupfergewinnung. Er gehörte zu den Experten für porphyrische Kupferlagerstätten.
Russakow wurde auf dem Moskauer Nowodewitschi-Friedhof begraben. Seinen Grabstein schuf der Bildhauer Leonid Jefimowitsch Rabin.
Nach Russakow wurde das Mineral Rusakovit benannt. In Balqasch wurde am 21. November 1992 zum 100. Geburtstag Russakows sein Denkmal aufgestellt, das in St. Petersburg aus Qonyrat-Kupfer gegossen worden war. Ein Mikrorajon wurde nach ihm benannt.

## Ehrungen
- Orden des Roten Banners der Arbeit (zweimal)
- Orden des Vaterländischen Krieges I. Klasse (1945)
- Medaille „Für heldenmütige Arbeit im Großen Vaterländischen Krieg 1941–1945“ (1945)
- Verdienter Wissenschaftler und Techniker der Kasachischen SSR (1945)[8]